# Maxime Renault
Maxime Renault (n. 2 de enero de 1990) es un ciclista profesional francés que actualmente corre para el equipo Auber 93.

## Palmarés
2010
- 1 etapa de la Mi-août en Bretagne